# Дионисий Агатоникийски
Дионисий е български православен духовник, агатоникийски епископ на Вселенската патриаршия.

## Биография
Роден е около 1730 година в село Меликадъново, Татарпазарджишко, със светското име Димитър. Вуйчо е и учител на издателя Найден Йованович. Димитър учи абаджийство. Заселва се в Пещера, където се жени и служи като свещеник. След като овдовява се замонашва в Зографския манастир на Света гора, където усилено изучава църковнославянски език. Настоятелството на манастира го изпраща като духовник таксидиот в Татар Пазарджик.
През декември 1804 година е ръкоположен за агатоникийски епископ и назначен за викарий на Пловдивската митрополия, като поема архиерейското наместничество в Татар Пазарджик. При владичеството му в Пазарджик в просветното дело преобладава българското влияние. Епископ Дионисий въвежда покрай гръцкия и славянски език в богослужението. През 1823 година епископ Дионисий Агатоникийски изгражда със собствени пари сграда с две стаи в черковния двор и така отваря първото в града обществено килийно училище, наречено от пазарджиклии Владиковото школо. Обучението в училището се води на български и на гръцки език.
Дионисий Агатоникийски умира през 1827 година или през август 1828 година.